# توماس ييتس والش
توماس ييتس والش (بالإنجليزية: Thomas Yates Walsh)‏ هو محامي وسياسي أمريكي، ولد في 1809 في الولايات المتحدة، وتوفي في 20 يناير 1865 في نفس البلد. حزبياً، نشط في حزب اليمين. وقد انتخب عضو مجلس النواب الأمريكي.